# 18 Wheels of Steel: Haulin'
18 Wheels Of Steel: Haulin' (англ. 18 сталевих коліс: Повний загруз) — симулятор вантажоперевезень, розроблений компанією SCS Software. Однією з головних особливостей є доступність Канади та США, в ігровому світі. Патч 1.07 додає Мексику. Гра може бути запущена на Windows XP, Windows 98, Windows ME та Windows Vista. Користувачам «коробкової» версії необхідно завантажити патч з вебсайту SCS Software. Згодом гра була замінена на 18 WoS: American Long Haul 20 грудня 2007 року.
У цій частині додано багато міст і створена реалістичніша графіка, але Мексика прибрана з цієї частини, як і в Convoy. Також була додана можливість використання саундтреків та збереження гри під час перевезень вантажів. Доступний вибір з 32 екіпажів, понад 45 вантажів і понад 47 причепів. Ігровий рушій Prism3D може не реагувати на старі графічні карти в результаті чого гра може «вилетіти» при запуску.

## Вантажні автомобілі
Всі автомобілі в грі отримали вигадані імена як заміну реальним, такі як Фріск, Інтерпайд, Металхорс, Пацифік, Кінетика, Вулкано, Буря і Віплеш. Назви, перераховані нижче, є реальними назвами кожної вантажівки.
- Ford Trucks CLT9000
- Freightliner Trucks Classic, Columbia, Columbia sleeper, Coronado, Argosy, Century Class
- Navistar International 8600, 8600 sleeper, 9200, 9300 Eagle, 9400, 9900
- Mack Trucks 613, Vision
- Peterbilt 320, 351, 357, 362, 379, 385, 387
- Kenworth K100, T600, T800, T2000, W900
- Volvo VN770
- Sterling Trucks 9513
- Western Star 4900, 4900 EX, 6900 XD